# Edward Gibbon
Edward Gibbon, angleški zgodovinar, pisatelj, filozof in politik, * 27. april 1737, London, † 16. januar 1794, London.
Bil je član britanskega parlamenta, najpomembnejši pa je kot zgodovinar. Poznan je po delu Zgodovina zatona in padca Rimskega imperija (The History of the Decline and Fall of the Roman Empire), ki ga je v šestih knjigah napisal v letih od 1776 do 1789.
 

## Življenje
Rodil se je 8. maja 1737 v Putneyju v bližini Londona, Grofija Surrey, kot najstarejši in edini preživeli sin staršev Edwarda in Judith. Vsi njegovi bratje in sestre so namreč že v otroštvu umrli. 
Gibbonovo zdravje je bilo v otroštvu in mladosti večkrat ogroženo. Sam se je opisal kot »šibek otrok«, saj je bil večkrat na robu smrti. Pri devetih letih so ga poslali na šolo dr. Woddesona v Kingston-on-Thamesu. Leta 1786 mu je umrla mati, kmalu za tem pa je ugotovil, da mu je mati v resnici dala navdušenje nad knjigami, ki so mu po njeni smrti predstavljale edino veselje in slavo njegovega življenja. 
V mladosti se je Gibbonu zelo izboljšalo njegovo zdravje. Leta 1752, ko je dopolnil 15 let, ga je oče poslal na kolidž Magdalen v Oxfordu, kjer je bil označen za navadnega meščana. Teh 14 let študija na Oxfordu je Gibbon obžaloval, saj jih je označil za najbolj prazna in nekoristna leta v svojem življenju. Njegova teološka spornost, za katero ga je prvič navdihnila njegova teta, je v celoti razcvetela, ko je bil uročen preko deističnega teologa Conyersa Middletona (1683-1750) in njegove Svobodne preiskave čudežnih sil. Gibbon je deizem zavračal. Pod vplivom študij francoskega katoliškega škofa Jacques-Bénigneja Bossueta (1627-1704) in jezuitskega duhovnika Roberta Parsona (1546-1610) se je Gibbon 8. junija 1753 spreobrnil v rimokatolištvo. 
V Lausanne se je srečal z enim od svojih največjih življenjskih prijateljev Jacquesom Georgesom Deyverdunom. Le leto in pol kasneje, na božični dan 1754, je katolištvo zamenjal za protestantizem. V Lausannu je ostal pet intelektualno učinkovitih let. To obdobje Gibbonove mladosti je močno obogatilo njegovo razgledanost. Prebiral je namreč latinsko literaturo, potoval je po vsej Švici ter preučeval švicarske ustavne kantone. V Švici je Gibbon spoznal Suzanne Curchod, ki je kasneje postala žena francoskega ministra za finance Jacquesa Neckerja. Gibbon in Mlle Curchod sta si bila zelo naklonjena, vendar pa je bila njuna naklonjenost prekinjena, saj se Gibbnov oče z njo ni strinjal. Tako se je Gibbon je avgusta 1758 vrnil v Anglijo, ter se soočil z očetom, ki mu je, za njegov 21. rojstni dan, dodelil rento 300 funtov, ter ga skupaj z mačeho prisilil, naj prekine zvezo s Suzanne. Zatem Gibbon ni nikoli več resno razmišljal o poroki. Po prisiljeni odtujenosti s Suzanne sta ostala le še vseživljenjska prijatelja. 
Gibbon je 25. januarja 1763 odšel iz Anglije in nekaj časa preživel v Parizu, kjer je spoznal številne znane filozofe, kot sta Denis Diderot in Jean Le Rond d’Alembert. V času študija je spoznal še svojega drugega dragocenega prijatelja po imenu [[John Baker Holroyd]. Leta 1764 je Gibbon odšel v Rim, kjer je izčrpno proučeval antiko, 15. oktobra 1764 pa se je med premišljevanjem v ruševinah Kapitola, odločil, da bo napisal knjigo Zgodovina zatona in padca Rimskega imperija, ki je kasneje postala tudi njegovo največje delo. 
Gibbon je umrl 16. januarja 1794 v Londonu. Pokopan je v družinskem grobu bližnjega prijatelja Lorda Sheffielda v Sussexu.
 

## Ustvarjanje
Gibbon je pisal predvsem zgodovinska dela. Prvi izmed njegovih tovrstnih poskusov je bilo delo z izvirnim naslovom Zgodovina Švice (History of Switzerland), ki je bilo predvsem posledica ljubezni, ki jo je Gibbon čutil do Švice. Delo je sicer med pisanjem sprva opustil zaradi samokritičnosti, zato je bilo objavljeno šele leta 1815. Naslednje delo, Spomini na Veliko Britanijo (Memoires Litteraires de la Grande Bretagne), ki je opisovalo literarne in socialne razmere v Angliji v tistem času, so drugi zgodovinarji in literarni kritiki označili kot neuspeh.
Zatem je nastopilo Gibbonovo produktivnejše obdobje. Zaradi očetove rente se je lahko brez finančnih skrbi ustalil v Londonu. V tem času je pisal, velik uspeh pa je doživel kot profesor zgodovine na akademiji Royal Academy. Hkrati je v tem zgodnjem obdobju v neki meri doživel tudi neuspeh. Postal je nekoliko nedelaven, kar se je kazalo v regresiji njegovega pisanja in začasni izgubi sedeža v politiki.
Gibbonovo največje delo je Zgodovina zatona in padca Rimskega imperija, prvi del katerega je izdal leta 1776. Opisuje zahodno civilizacijo (in tudi islamsko in mongolsko osvojitev) od vrha imperija do padca Bizanca, hkrati pa ostro in odprto kritizira religijo. Delo mu ni prineslo le finančnih sredstev, temveč avtorja naredilo slavnega in cenjenega, do leta 1788 je bilo izdanih še preostalih pet delov. Tega leta je bil Gibbon izvoljen tudi za člana Royal Society, na kar je gotovo vplivalo tudi tesno prijateljstvo z Lordom Sheffieldom.
Po izdaji Zgodovine so za Gibbona spet sledila manj uspešna, nekoliko apatična leta. Izdaja Zgodovine je potekala nemoteno, istočasno s pisanjem se je zgodila francoska revolucija, do katere je bil Gibbon zelo kritičen.   Močno kritiko je Gibbon izražal tudi do katoliške cerkve in jo označil za uničevalko antične civilizacije in kulture. Kljub temu, da je bil Gibbon do krščanstva zelo kritičen, pa je znan kot človek, ki je spoštoval tudi tuja mnenja.
V življenju je bil uspešen in preskrbljen, umrl pa s približno 26.000£ zapuščine. Njegova bogata knjižnica je bila prodana za 950£.
 

## Dela
Gibbonova zapuščina se kaže predvsem v zgodovini, pri čemer se je povečalo predvsem znanje ekonomske, socialne in ustavne zgodovine. V zgodovini se je najbolj zapisal kot strokovnjak za antiko. Gibbon je opisoval predvsem srednji vek. Čeprav za časa njegovega življenja študije in mnogi literarni viri niso bili obče dostopni, so njegova dela izredno natančna in sistematična, slog pisanja pa slogovno zelo bogat. Kot politična in zgodovinska oseba je močno vplival na Churchilla, v literarnem smislu pa na mnoge ostale avtorje.
- Essai sur l’Étude de la Littérature, 1761,
- Critical Observations on the Sixth Book of 'The Aeneid', 1770,
- The History of the Decline and Fall of the Roman Empire, 1778–1789,
- A Vindication of some passages in the fifteenth and sixteenth chapters of the History of the Decline and Fall of the Roman Empire, 1779,
- Mémoire Justificatif pour servir de Réponse à l’Exposé, etc. de la Cour de France, 1779,
- Miscellaneous Works of Edward Gibbon, 1796–1815,
- Autobiographies of Edward Gibbon, 1896,
- Gibbon's Journal to 28 January, 1763,
- Gibbon's Journey from Geneva to Rome, 1961,
- Edward Gibbon: Memoirs of My Life, 1969,
- in mnogi drugi eseji, razprave in zgodovinska dela

V slovenščino ni prevedeno nobeno Gibbonovo delo, veliko del pa je v slovenskih knjižnicah dostopnih v tujih jezikih.